# Sandbank

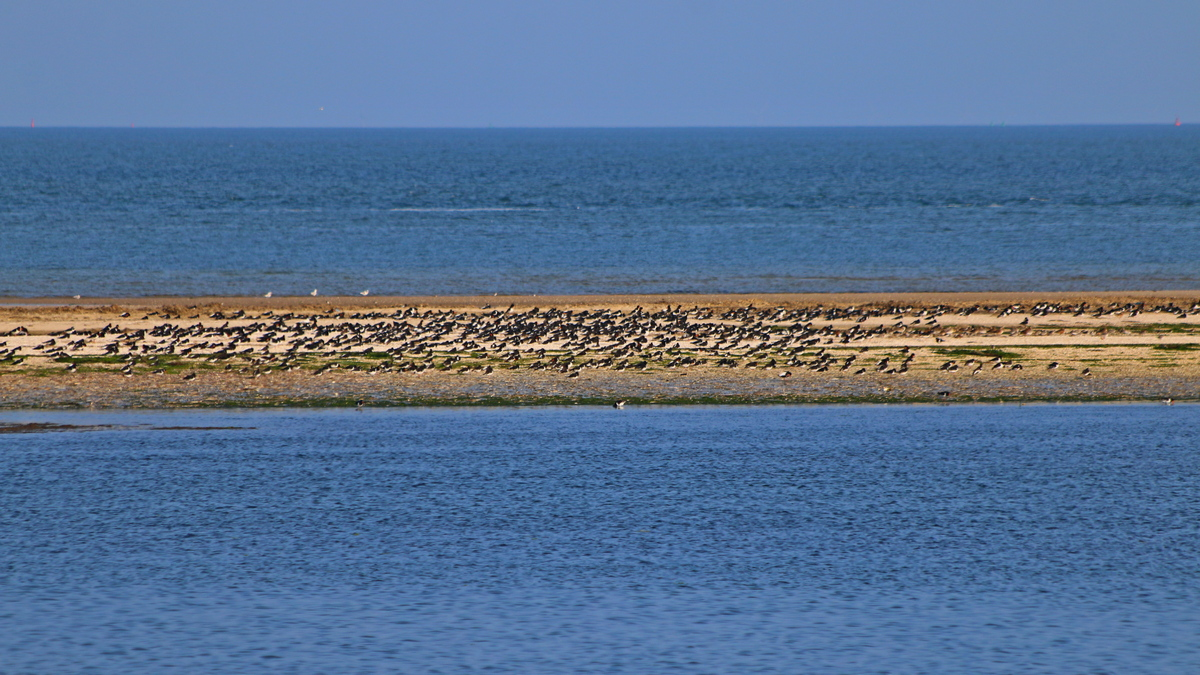
Sandbank vor Amrum

Eine Sandbank ist eine Ablagerung (Sedimentation) von Sand oder Kies am Grund von Meeren und Flüssen, gebildet durch die Gezeiten und Strömung. Es entsteht ein „freier Strandwall“, wenn sich eine vorgelagerte Sandbank über den Meeresspiegel hinaus erhöht. Die enge Durchfahrt zwischen benachbarten Sandbänken nennt man Kille. Wenn Sandbänke wachsen, entstehen daraus Inseln. Ein Beispiel ist die Kachelotplate im ostfriesischen Wattenmeer zwischen Borkum und Juist. Täglich trockenfallende Sandbänke werden auch als Plate oder Sandplate bezeichnet.
Ein gutes Beispiel für einen freien Strandwall in Deutschland ist die Sandbank des Nordseebads Sankt Peter-Ording. Sandbänke können durch Strömungseinfluss wandern und daher eine Gefahr für die Schifffahrt darstellen. Ein Beispiel für eine „wandernde“ Sandbank ist Blauort vor der Küste Büsums, ein anderes ist der Noorderhaaks vor Den Helder in den Niederlanden. Eine noch größere Gefahr stellen Sandbänke dar, wenn sie aus besonders feinem Sand – in der Seemannssprache Mahlsand genannt – bestehen, der aufgelaufene Schiffe festhält und in der Regel zu deren Durchbrechen führt. Eine solche Sandbank stellt beispielsweise der Große Vogelsand nördlich des Hauptfahrwassers der Außenelbe dar, wo bereits mehrere hundert Wracks liegen.
Weitere bekannte Beispiele für gefährliche Sandbänke sind in der Straße von Dover, dort in der Nähe der englischen Küste die Goodwin Sands (wo nach Schätzungen etwa 2000 Schiffe verloren gegangen sind) und etwa in der Mitte des östlichen Eingangs der Straße von Dover die Sandettie Bank. Solche Sandbänke werden oft und bis heute mit Feuerschiffen gesichert.